# フランシスコ・アライサ
ホセ・フランシスコ・アライサ（José Francisco Araiza, 1950年10月4日 - ）は、メキシコ出身のテノール歌手。
メキシコシティの生まれ。メキシコ国立音楽院でイルマ・ゴンザレスとエリカ・クバチェクに声楽を学び、1969年に地元でコンサート歌手として初舞台を踏んだ。翌年には地元の歌劇場でヴォルフガング・アマデウス・モーツァルトの《魔笛》のタミーノ役でオペラ・デビューを飾った。その後も、リヒャルト・ホルムとエリク・ヴェルバのマスター・クラスに参加して研鑽を積んだ。1974年からカールスルーエ歌劇場に参加し、1977年からチューリヒ歌劇場に所属。1980年にはヘルベルト・フォン・カラヤンに起用される形でザルツブルク音楽祭に初出演を果たし、1984年からはメトロポリタン歌劇場にも出演するようになった。1988年にはウィーン国立歌劇場から宮廷歌手の称号を贈られた。